# Покидько, Игорь Романович
И́горь Рома́нович Поки́дько (укр. Ігор Романович Покидько; род. 15 февраля 1965, Тернополь) — советский и украинский футболист, защитник. После окончания карьеры футболиста стал футбольным арбитром.

## Биография
Единственную игру за сборную Украины сыграл 27 июня 1992 года, против Сборной США
Арбитр Первой лиги с 2001 года, с 2004 — арбитр Высшей лиги.
Помимо судейства основным местом работы является Федерация футбола Украины.